# Flight Plan
Pour les articles homonymes, voir Flight.
Cet article concerne le film de 2005 avec Jodie Foster. Pour le document utilisé en transport aérien, voir Plan de vol.
Pour plus de détails, voir Fiche technique et Distribution.
Flight Plan (ou Plan de vol au Québec) (Flightplan) est un film américain réalisé par Robert Schwentke et sorti en 2005.

## Synopsis
L'ingénieure aéronautique américaine Kyle Pratt quitte Berlin à bord d'un nouvel avion de ligne pour rejoindre New York et y organiser les funérailles de son époux, David. La jeune femme, qui fait face à ce décès brutal avec difficulté, est accompagnée de sa fille Julia, âgée de 6 ans. Kyle est l'une des conceptrices de ce tout nouvel avion, un Elgin E-474 (partiellement basé sur l'Airbus A380) exploité par Aalto Airlines.
Se réveillant d'une sieste de quelques heures, Kyle découvre que Julia n'est plus à ses côtés et l'ingénieure, inquiète, cherche sa fille partout dans l'avion, sans succès.  En outre, aucun des passagers ou membres de l'équipage ne se souvient de l'avoir vue. Elle entreprend alors une lutte désespérée pour donner l'alerte et prouver à l'équipage et aux passagers que la tragédie qu'elle traverse ne lui donne pas d'hallucinations, car même si le commandant Rich et le policier de l'air Gene Carson ne mettent pas en doute sa parole, le plan de vol et tous les documents semblent indiquer que la fillette ne s'est jamais trouvée à bord de l'appareil. L'hôtesse de l'air Stephanie dit à Kyle qu'il n'y a aucune trace de l'embarquement de sa fille sur le vol, et Kyle est incapable de trouver la carte d'embarquement et le sac à dos de Julia. Sur l'insistance de Kyle, le capitaine Marcus Rich effectue une recherche à bord de l'avion, tandis que Kyle paniquée est surveillée par le sky marshal Gene Carson.
Kyle révèle que son mari est mort en tombant de leur toit et qu'elle refuse de croire qu'il s'agissait d'un suicide. Le capitaine Rich reçoit un message d'un hôpital de Berlin indiquant que Julia est décédée avec son père et est convaincu que Kyle, désemparée par la mort de son mari et de sa fille, a imaginé amener Julia à bord. De plus en plus erratique, Kyle est confinée sur son siège, où une thérapeute, Lisa, la console. Kyle doute de sa propre santé mentale jusqu'à ce qu'elle remarque le cœur que Julia a dessiné dans la condensation sur la fenêtre à côté de son siège.
Kyle demande à utiliser la salle de bain, où elle monte dans le vide sanitaire et sabote l'électronique de l'avion. Dans le chaos qui s'ensuit, elle utilise un monte-plats jusqu'au pont de fret inférieur et déverrouille le cercueil de David, soupçonnant que Julia est à l'intérieur, mais ne trouve que le corps de son mari. Carson l'escorte menottée jusqu'à son siège et explique que le vol fait une escale d'urgence à l'aéroport de Goose Bay, dans la province canadienne de Terre-Neuve-et-Labrador, où elle sera placée en garde à vue.
Elle supplie Carson de fouiller la soute de l'avion et il se faufile jusqu'au pont de fret. Retirant deux explosifs et un détonateur dissimulés dans le cercueil de David, il place les explosifs dans la section avionique. Il est révélé que Carson et Stephanie ont conspiré pour détourner l'avion pour une rançon de 50 millions de dollars et encadrer Kyle, en raison de sa connaissance de l'avion ; ils ont enlevé Julia pour inciter Kyle à déverrouiller le cercueil. Carson affirme à Rich que Kyle menace de bombarder l'avion à moins que la rançon ne soit virée sur un compte bancaire et qu'un avion Gulfstream G650 ne soit préparé à l'atterrissage. Il prévoit ensuite de déclencher les explosifs, tuant Julia, et de laisser Kyle morte avec le détonateur.
Atterrissant à Terre-Neuve, l'avion de ligne est entouré d'agents du FBI. Kyle affronte Rich, qui déclare avec colère que la rançon a été payée. Kyle se rend compte que Carson est l'auteur et, assumant le rôle de pirate de l'air, ordonne à Carson de rester à bord et à l'équipage de partir. Elle frappe Carson avec un extincteur, le menotte à un rail et prend le détonateur. Carson se libère et poursuit Kyle, qui s'enferme dans le cockpit, mais parvient à éloigner Carson avec une ruse pour réussir à s'échapper. Après une altercation avec Kyle, Stéphanie s'enfuit de l'avion de ligne.
Kyle trouve Julia inconsciente mais est ensuite retrouvée par Carson, qui révèle qu'il a assassiné David afin de faire passer en contrebande les explosifs à l'intérieur de son cercueil. Kyle s'échappe avec Julia dans la soute incombustible de l'avion alors que Carson lui tire dessus. Elle fait exploser les explosifs, tuant Carson et endommageant le train d'atterrissage de l'avion, mais elle et Julia sortent indemnes alors que l'équipage se rend compte qu'elle a toujours dit la vérité. Le lendemain matin, le capitaine Rich présente ses excuses à Kyle alors que Stéphanie est emmenée par des agents du FBI, tandis qu'un autre agent les informe que le directeur de la morgue de Berlin a également été arrêté. Kyle transporte Julia à travers la foule de passagers qui réalisent la vérité. Alors qu'un passager aide Kyle à charger ses bagages dans une camionnette en attente, Julia se réveille et demande s'ils sont arrivés.

## Fiche technique
Sauf indication contraire, les informations mentionnées dans cette section peuvent être confirmées par les bases de données cinématographiques IMDb et Allociné,  présentes dans la section « Liens externes ».
- Titre original : Flightplan
- Titre français : Flight Plan
- Titre québécois : Plan de vol[1]
- Réalisation : Robert Schwentke
- Scénario : Peter A. Dowling, Terry Hayes et Billy Ray[2]
- Musique : James Horner
- Direction artistique : Kevin Ishioka
- Décors : Alec Hammond
- Costumes : Susan Lyall
- Photographie : Florian Ballhaus (en)
- Son : Tom Lalley, Dave McMoyler, Michael Minkler, Myron Nettinga
- Montage : Thom Noble
- Production : Brian Grazer
  - Production déléguée : Robert DiNozzi, Erica Huggins, Charles J.D. Schlissel et Jim Whitaker
  - Production associée : Sarah Bowen
- Sociétés de production : Imagine Entertainment et Touchstone Pictures
- Sociétés de distribution : Buena Vista Pictures (États-Unis) ; Buena Vista International (France, Suisse romande)
- Budget : 55 millions de $[3]
- Pays de production :  États-Unis
- Langues originales : anglais, allemand et plus secondairement arabe, français, italien et japonais
- Format : couleur (Technicolor) — 2,39:1 — 35 mm — son DTS / Dolby Digital / SDDS
- Genre : thriller, drame
- Durée : 98 minutes
- Dates de sortie[4] :
  - États-Unis, Québec[1] : 23 septembre 2005
  - Belgique : 26 octobre 2005[5]
  - France[6], Suisse romande[7] : 9 novembre 2005
- Classification :
  - États-Unis : accord parental recommandé, film déconseillé aux moins de 13 ans (PG-13 - Parents Strongly Cautioned)[N 1]
  - France : tous publics[8]
  - Suisse romande : interdit aux moins de 12 ans[9]
  - Québec : tous publics - déconseillé aux jeunes enfants (G - General Rating)[1]

## Distribution
Sauf indication contraire, les informations mentionnées dans cette section peuvent être confirmées par les bases de données cinématographiques IMDb et Allociné,  présentes dans la section « Liens externes ».
- Jodie Foster (VF : Julie Dumas ; VQ : Marie-Andrée Corneille) : Kyle Pratt
- Peter Sarsgaard (VF : Guillaume Lebon ; VQ : Antoine Durand) : Gene Carson
- Sean Bean (VF : Emmanuel Jacomy ; VQ : Benoit Rousseau) : le commandant de bord
- Kate Beahan (VF : Stéphanie Lafforgue ; VQ : Violette Chauveau) : Stephanie
- Michael Irby (VF : Marc Perez ; VQ : Manuel Tadros) : Obaid
- Assaf Cohen (en) (VF : Asil Rais) : Ahmed
- Erika Christensen (VF : Véronique Desmadryl ; VQ : Michèle Lituac) : Fiona
- Greta Scacchi (VF : Pauline Larrieu) : Lisa, la thérapeute
- Shane Edelman (VF : Cyrille Monge) : M. Loud
- Mary Gallagher (en) (VF : Maïté Monceau) : Mme Loud
- Haley Ramm (VQ : Ludivine Reding) : Brittany Loud
- Forrest Landis (VQ : François-Nicolas Dolan) : Rhett Loud
- Jana Kolesarova (VF : Laurence Bréheret) : Claudia
- Brent Sexton (VF : Jean-François Aupied ; VQ : Sylvain Hétu) : Elias
- Marlene Lawston (en) (VF : Camille Timmerman) : Julia Pratt
- Judith Scott (VF : Laëtitia Lefebvre ; VQ : Hélène Mondoux) : Estella
- John Benjamin Hickey (VF : Ludovic Baugin) : David
- Matthew Bomer (VF : Serge Faliu) : Eric
- Chris Gartin (VF : Éric Legrand) : Mike
- Bess Wohl (VF : Laurence Dourlens) : Katerina
- Kirk B. R. Woller (VF : Benoît DuPac) : Grunick
- Stephanie Faracy (VF : Virginie Ledieu) : Anna
- Amanda Brooks : Irene
- Gavin Grazer : agent du FBI

- Version française
  - Société de doublage : Dubbing Brothers
  - Direction artistique : José Luccioni
  - Adaptation des dialogues : Thomas Murat

Sources et légende : version française (VF) sur Voxofilm et RS Doublage. version québécoise (VQ) sur Doublage Québec

## Distinctions

### Récompenses
- ASCAP Film and Television Music Awards 2006 : compositeurs du meilleur film au box-office pour James Horner
- Hollywood Post Alliance 2006 : meilleur son dans un long métrage pour Michael Minkler, Dave McMoyler et Myron Nettinga

### Nominations
- Women's Image Network Awards 2005 :
  - Meilleure actrice dans un film pour Jodie Foster
  - Meilleur acteur dans un film pour Peter Sarsgaard
- Saturn Awards 2006 :
  - Meilleur film d'action, d'aventure ou thriller
  - Meilleure actrice pour Jodie Foster
- Jupiter Awards 2006 : meilleure actrice internationale pour Jodie Foster
- Teen Choice Awards 2006 : meilleur film dramatique

## Éditions en vidéo
- En France, le film Flight Plan est sorti en DVD le 9 mai 2006[15]. Par la suite, il est sorti en Blu-ray le 21 mars 2007[16] et  en VOD le 1er janvier 2015[6].
- Au Québec, le film est sorti en DVD / Blu-ray le 26 janvier 2006[17].

## Autour du film
- Le rôle principal, tenu par Jodie Foster, a été écrit au départ pour Sean Penn, ce qui explique qu'elle porte le prénom masculin « Kyle ».
- La quasi-totalité de l'action se déroule dans un avion fictif, le jumbo jet E-474 d’Aalto Air.
- L'argument du film est identique à celui de Bunny Lake a disparu (Bunny Lake is missing, 1965) d'Otto Preminger : une petite fille a disparu, mais personne ne l'a vue ni ne se souvient d'elle au point que tous finissent par douter de son existence. Seule sa mère s'obstine à la chercher et finit par la sauver.
- La disparition mystérieuse d'un personnage dans un espace clos rappelle l'intrigue du film Une femme disparaît (The Lady Vanishes, 1938) d'Alfred Hitchcock, dans lequel une vieille dame s'évapore sans laisser de trace alors qu'elle voyage en train.